# Антиімперіалістична ліга
Антиімперіалістична ліга (фр. Ligue contre l'impérialisme et l'oppression coloniale) — міжнародна організація, що виступала проти імперіалізму та діяла у 1927—1937 роках.

## Історія
Лігу було створено 10 лютого 1927 року на всесвітньому антиімперіалістичному конгресі у Брюсселі. На конгресі присутніми були 175 делегатів, з яких 107 — представники колоній. Серед них були такі відомі діячі як Альберт Ейнштейн, Джавахарлал Неру й Артур Макманус. Президентом Ліги був обраний член англійського парламенту й лідер Лейбористської партії Джордж Лансбурі. Віце-президентом обрали голландського профспілкового діяча Едо. Комуністи Віллі Мюнценберг і Вірендранат Чатопадайя стали генеральними секретарями організації.
Другий всесвітній антиімперіалістичний конгрес відбувся 1929 року у Франкфурті-на-Майні. 1937 року Ліга була розформована.